# Adrian Cann
Adrian Cann (Thornhill, 19 settembre 1980) è un ex calciatore ed ex giocatore di calcio a 5 canadese, di ruolo difensore.